# Re Nudo
Re Nudo è stata la prima e la più longeva rivista della cultura underground in Italia e ha rappresentato una delle più significative espressioni della controcultura dagli anni successivi al Sessantotto fino all’esplosione del movimento del Settantasette. 

È stata una delle principali riviste italiane dedicate alla controcultura e alla controinformazione, di natura libertaria, fondata a Milano nel novembre 1970 da un gruppo di intellettuali e di artisti, tra i quali Andrea Valcarenghi.

## Storia
Il numero zero fu pubblicato nel novembre del 1970 come supplemento al numero 19 di Lotta Continua e presentava in copertina il disegno di un hippie sovrapposto al testo della favola I vestiti nuovi dell'imperatore di Andersen, conosciuta come la favola del “Re nudo”, da cui è tratto il titolo della rivista.
Il primo direttore responsabile della rivista era stato Marco Pannella; dal 1971 il direttore responsabile sarà Marina Valcarenghi, sorella di Andrea. La grafica essenziale e il formato di grandi dimensioni erano stati ideati da Gianni-Emilio Simonetti, vicino all’area situazionista italiana.

### I primi anni
Nel 1971 la redazione del giornale si divide sul delicato tema dei finanziamenti e della pubblicità: nel giugno di quell'anno parte del gruppo redazionale, capeggiato dai membri della sua "ala situazionista" (tra cui Gianni-Emilio Simonetti), opera una sorta di scissione e manda alle stampe, in cinquemila copie, Re Nudo Colpo di mano. Si tratta comunque di una provocazione temporanea: dall'edizione successiva Re Nudo torna a essere prodotto dal gruppo guidato da Valcarenghi e, alla fine del 1972, la rivista inizia a ospitare anche pubblicità esterne al movimento.
Si segnala anche la proposta, lanciata nel numero di gennaio 1972, di dare vita al nuovo movimento delle Pantere Bianche (ispirate alle "White Panthers" statunitensi di John Sinclair): un tentativo di unire i tradizionali temi controculturali all'impegno verso temi politici come l'aborto, il divorzio, le condizioni nelle carceri, il disagio delle periferie urbane, osservati secondo la prospettiva della lotta di classe. Questa iniziativa porta a un'ulteriore scissione da parte di alcuni redattori romani, più inclini a una visione hippie della rivista.
Re Nudo prosegue la sua attività sino al 1980.
Nella primavera 1984 il grafico Aldo Campanozzi dà vita a un'effimera ripresa della testata e viene pubblicato un solo numero (A. 1 n. 1 nuova serie), lontano dai temi classici della rivista.

## Principali collaboratori
- Giorgio Cerquetti, Dinni Cesoni, Gianni De Martino, Valerio Diotto, Dario Fo, Marco Fumagalli, Gianfranco Manfredi, Sante Notarnicola, Claudio Rocchi, Michele Straniero, Piero Verni, Massimo Villa, Giuseppe Zambon.[1]

### IFestival del proletariato giovanile
La rivista Re Nudo organizzò in Lombardia dal 1971 al 1977 i Festival del proletariato giovanile con moltissimi gruppi musicali e cantautori italiani dell'epoca; la prima edizione del 1971 si tenne a Ballabio vicino a Lecco, la seconda del 1972 sulle rive del Po a Zerbo, la terza del 1973 ad Alpe del Viceré in provincia di Como e dalla quarta alla sesta edizione al Parco Lambro a Milano.

### Re Nudonuova edizione dal 1996
L'11 luglio 1996 ai Giardini di Castel Sant'Angelo in Roma, Andrea Valcarenghi aveva presentato il numero 0 della nuova serie che inizia le sue regolari pubblicazioni mensili dal 4 ottobre successivo.
I temi trattati dalla rivista riguardavano l'ecologia olistica e la ricerca interiore. Tra i collaboratori c'erano Giorgio Gaber, Claudio Rocchi, Franco Bolelli, Michele Serra, Fabrizio De André, Lidia Ravera, Franco Battiato, Barbara Alberti, Gabriele La Porta, Vasco Rossi.
Nell'estate del 2008, dopo 105 numeri, rinnova la grafica e diventa trimestrale. Ogni numero è monografico per approfondire una tematica, con cinquanta pagine in più dedicate all'argomento principale, raggiungendo così una foliazione di oltre cento pagine a colori.

### Re Nudonuova edizione dal 2024
Il giornalista e scrittore Luca Pollini ha rilevato la testata stampata fino al 1980 e il primo numero sarà pubblicato e presentato a novembre al Teatro Lirico di Milano.
Ogni numero sarà monografico: il primo sarà dedicato ai 50 anni della casa discografica Cramps Records, fondata da Gianni Sassi, e per l'occasione il 18 novembre al Teatro Lirico si esibiranno alcuni dei musicisti prodotti dallo stesso Sassi, come Eugenio Finardi e gli Area. Il progetto culturale è di ampio respiro, nel mese di giugno del 2024, alla ricorrenza del 50º anniversario del Festival del Parco Lambro